# Jon Batiste
Jon Batiste (Metairie, Louisiana, 1986. november 11. –) Oscar-, BAFTA-díjas, Golden Globe-díjas és többszörös Grammy-díjas amerikai zenész.
- (Dzsessz, blues, pop, rock, soul, R&B, funk, hip hop, Hammond orgona, klasszikus zene, multi-instrumentalista; komikus).

## Pályafutása
A New Orleans-i hagyományokat szívta magába. Muzsikus rokonai segítségével alapozodott meg zenei neveltetése. Zenét a Juilliard Schoolon tanult. Egyaránt otthon van a dzsessz, a gospel, a pop és a rhythm and blues világában.
Különféle zenei műfajokban különböző zenészekkel lépett fel (Stevie Wonder, Prince, Willie Nelson, Lenny Kravitz, Ed Sheeran, Mavis Staples...) több mint 40 országban. Rendszeresen turnézik a Stay Human zenekarral.
A Harlemi Nemzeti Dzsesszmúzeum kreatív igazgatója.

## Lemezek
- Times in New Orleans (2005)
- Live in New York: At the Rubin Museum of Art (2006)
- In the Night (2008)
- The Amazing Jon Batiste! (2009)
- MY N.Y. EP (with Stay Human) (2011)
- The Process (with Chad Smith and Bill Laswell; 2014)
- The Late Show EP (with Stay Human; 2016)
- Christmas with Jon Batiste (2016)
- Music of Johny Lewis (with Wynton Marsalis; 2017)
- Hollywood Africans (2018)
- Chronology of a Dream: Live at the Village Vanguard (2019)
- Anatomy of Angels: Live at the Village Vanguard (2019)
- Meditations (with Cory Wong; 2020)

## Díjak
- 2014: Newport's 2014 International Jazz Day
- 2016: Forbes 30 Under 30
- 2018: New Orleans – Grand Marshal of Endymion Parade
- 2019: Grammy-díj jelölés – Best American Roots Performance for „St. James Infirmary Blues”

• American Jazz Museum Lifetime Achievement Award;  Harry Chapin ASCAP Humanitarian Award; Movado Future Legend Award